# Перрин, Лонни
Уильям Ди «Лонни» Перрин (англ. William D. «Lonnie» Perrin; 3 февраля 1952, Норфолк, Виргиния — 7 января 2021, Клинтон, Мэриленд) — профессиональный американский футболист, раннинбек. Выступал в НФЛ с 1976 по 1979 год. В составе клуба «Денвер Бронкос» участвовал в Супербоуле XII. На студенческом уровне играл за команду Иллинойского университета. На драфте НФЛ 1976 года был выбран в пятом раунде.

## Биография
Лонни Перрин родился 3 февраля 1952 года в Норфолке в штате Виргиния. Он окончил старшую школу Маккинли Текнолоджи в Вашингтоне. С 1972 по 1975 год играл за команду Иллинойсского университета, за карьеру набрал 1771 ярд выносом и 275 ярдов на приёме, суммарно заработал 11 тачдаунов.
На драфте НФЛ 1975 года Перрин был выбран «Денвером» в пятом раунде. Выступал за команду в течение трёх лет, принимал участие в Супербоуле XII, где «Бронкос» проиграли «Далласу». В сезоне 1979 года играл за «Чикаго Беарс» и «Вашингтон Редскинс». За время карьеры в НФЛ набрал выносом 1047 ярдов, занёс девять тачдаунов.
Скончался 7 января 2021 года в возрасте 68 лет.

### Статистика выступлений в НФЛ
| Сезон | Команда            | Игры | Приём | Приём | Приём | Приём | Вынос | Вынос | Вынос | Вынос |
| Сезон | Команда            | Игры | Rec   | Yds   | Y/A   | TD    | Att   | Yds   | Y/A   | TD    |
| ----- | ------------------ | ---- | ----- | ----- | ----- | ----- | ----- | ----- | ----- | ----- |
| 1976  | Денвер Бронкос     | 14   | 4     | 35    | 8,8   | 0     | 37    | 118   | 3,2   | 2     |
| 1977  | Денвер Бронкос     | 14   | 6     | 106   | 17,7  | 1     | 110   | 456   | 4,1   | 3     |
| 1978  | Денвер Бронкос     | 16   | 10    | 54    | 5,4   | 1     | 108   | 455   | 4,2   | 4     |
| 1979  | Чикаго Беарс       | 9    | 1     | 27    | 27,0  | 0     | 5     | 14    | 2,8   | 0     |
| 1979  | Вашингтон Редскинс | 5    | 0     | 0     | 0,0   | 0     | 2     | 4     | 2,0   | 0     |
| Всего | Всего              | 58   | 21    | 222   | 10,6  | 2     | 262   | 1047  | 4,0   | 9     |